# Bitwa pod Pueblą
Bitwa pod Pueblą – starcie zbrojne, które miało miejsce 5 maja 1862 r., w trakcie francuskiej interwencji w Meksyku (1861–1867).
Bitwa, w której Meksykanie pokonali wojska francuskie była najważniejszym zwycięstwem meksykańskim w całym konflikcie, a dzień ten – „Cinco de Mayo” – obchodzony jest po dziś dzień jako święto meksykańskiej kultury.
Naprzeciwko słabo uzbrojonych sił meksykańskich (4000 żołnierzy) pod dowództwem generała Zaragozy, stanęły liczące 6000 ludzi wojska francuskie dowodzone przez generała Lorenceza. Meksykański dowódca nie posiadał większego doświadczenia taktycznego w regularnych walkach, chociaż był doświadczony w prowadzeniu walk partyzanckich.

## Przed bitwą
W roku 1861 cesarz francuski Napoleon III wysłał wojska do Meksyku. Celem kampanii było odzyskanie olbrzymich długów zaciągniętych przez rząd meksykański. Napoleon III zamierzał również obalić konstytucyjny rząd meksykański i zastąpić go monarchią. Głównym celem władcy było jednak poszerzenie wpływów francuskich w Ameryce Centralnej i Ameryce Południowej.
8 grudnia 1861 r. oddziały francuskie zajęły miasto portowe Veracruz Llave. W tym momencie dla Meksykanów stało się jasne, że głównym celem kampanii nie jest odzyskanie długów, ale przejęcie kontroli nad Meksykiem.

## Bitwa

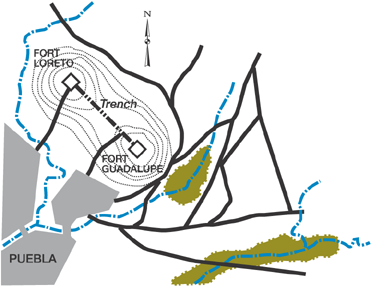
Schemat fortyfikacji pod Pueblą

Drogi do Puebli chroniły forty Loreto oraz Guadalupe. Generał Zaragoza wydał swoim oddziałom rozkaz wykopania rowów obronnych wzdłuż drogi prowadzącej do Puebla i połączenie nimi obu fortów. Atutem Meksykanów były fatalne warunki pogodowe. Gwałtowne deszcze zamieniły ziemię w błoto, które znacznie utrudniało poruszanie się francuskiej artylerii.
Generał Laurencez był przekonany, że Meksykanie będą starali się uniknąć walnej bitwy i w popłochu opuszczą miejsca obronne. Koło południa francuski dowódca dał sygnał do ataku. Meksykanie utrzymali swoje pozycje i odepchnęli Francuzów. Po przegrupowaniu swoich wojsk Francuzi spróbowali ponownego ataku. I tym razem atak załamał się, a atakujący zmuszeni byli się wycofać.
W końcu uzbrojeni w przeważającej części w maczety Meksykanie, pod wodzą Zacapoaxtli, wsparci Indianami z plemienia Xochiapulco rozpoczęli kontratak. Ze skrzydeł na Francuzów uderzyła dobrze zorganizowana i zdyscyplinowana kawaleria pod wodzą Porfirio Díaza (późniejszego prezydenta Meksyku). Około 16:30 bitwa dobiegła końca.
Francuzi wycofali się z pola bitwy tuż po zapadnięciu zmierzchu. Oczekiwali jeszcze dwa dni na kolejne ataki Meksykanów, które jednak nie nastąpiły, gdyż Zaragoza świadomy był przewagi wojsk francuskich w otwartym polu. Również generał Laurencez nie ryzykował kolejnych ataków i nakazał swoim wojskom odwrót do Orizaby.